# Medemblik
Medemblik este o comună și o localitate în provincia Olanda de Nord, Țările de Jos. În 2007 teritoriul comunei a fost extins prin incorporarea comunelor Noorder-Koggenland și Wognum.

## Localități componente
Abbekerk, Medemblik, Abbekerk, Benningbroek, Hauwert, Lambertschaag, Midwoud, Nibbixwoud, Oostwoud, Opperdoes, Sijbekarspel, Twisk, Wadway, Wijzend, Wognum, Zwaagdijk.